# 1,2-维蒂希重排反应
1,2-维蒂希重排反应指醚在强碱（如有机锂试剂）作用下重排为烷氧基化合物。
{\displaystyle {\mathsf {R'{-}\!\!\!\!{\overset {\displaystyle H \atop \vert }{\underset {\vert  \atop \displaystyle \ \ R''}{C}}}\!\!\!\!{-}O{-}R+{\color {Gray}{R'''{-}Li}}\ \longrightarrow \ R'{-}\!\!\!\!{\overset {\displaystyle R \atop \vert }{\underset {\vert  \atop \displaystyle \ \ R''}{C}}}\!\!\!\!{-}O{-}Li+{\color {Gray}{R'''{-}H}}\ \xrightarrow {\displaystyle H^{+}} \ R'{-}\!\!\!\!{\overset {\displaystyle R \atop \vert }{\underset {\vert  \atop \displaystyle \ \ R''}{C}}}\!\!\!\!{-}O{-}H}}}
反应由格奧爾格·維蒂希（诺贝尔化学奖得主）和洛曼于1942年首先报道。
这个反应是合成多取代醇的一个较好的方法。
当R''为吸电子基团（如氰基），很容易离去时，该基团在反应中被消除，反应产物是相应的酮类。
{\displaystyle {\mathsf {R'{-}\!\!\!\!{\overset {\displaystyle H \atop \vert }{\underset {\vert  \atop \displaystyle \ \ CN}{C}}}\!\!\!\!{-}O{-}R+{\color {Gray}{R'''{-}Li}}\ \longrightarrow \ {\overset {\displaystyle O \atop \vert \vert }{\underset {\diagup \ \diagdown  \atop \displaystyle R'\ \ \ R}{C}}}+{\color {Gray}{R'''{-}H}}+LiCN}}}

## 反应机理
一般认为反应底物醚在强碱作用下生成的 α-碳负离子发生 O-R 键均裂形成自由基中间体，之后自由基1,2-迁移后两个自由基再偶联为最终的烷氧基化合物。
烃基迁移顺序与自由基稳定性相吻合，即甲基<伯烃基<仲烃基<叔烃基。
某些烯丙基芳醚也可以按照另一机理进行反应。 例如，下图中的烯丙基芳醚(1)用仲丁基锂在−78℃处理得到锂化中间体(2)。当升高温度至−25℃，并用三甲基氯硅烷捕获反应的醇锂中间体时，结果只得到重排产物(5)，没有(4)生成。这个结果排除了通过自由基(3a)进行反应的机理，支持了以Meisenheimer络合物(3b)为中间体的反应机理。进一步研究表明烯丙基(对叔丁基苯基)醚进行反应时，反应速率发生下降，从而再次证实了以(3b)为中间体的机理。